# Discantus
El discantus o discant és un tipus de polifonia que es va practicar a partir del segle xi i en què les veus ja no es mouen per moviments paral·lels, com en l'organum primitiu, sinó per moviments contraris; és a dir, si una veu baixa, l'altra puja, i a l'inrevés. El conductus es forma de quatre octaves en direcció nord i al sud, és monifosina i l'estructura és AABAAC.
Discantus pot referir a diferents conceptes dins de la música, depenent del moment històric del que es tracti; etimològicament, la paraula vol dir una veu (cantús) per sobre o a part d'altres.
Discants és una tècnica de polifonia medieval en que una veu canta el cant pla mentre una altra entona la veu suplementària, bé improvisada o composta prèviament. La paraula en aquest sentit prové del terme ”discantus supra librum” (discantus segons el llibre), i és una forma de cant gregorià en la que només la melodia està anotada, mentre que s'assumeix que anirà acompanyada d'una polifonia improvisada. El “Discantus supra librum” té normes específiques que regeixen la improvisació de les veus addicionals. A la música medieval el terme “discantus” serveix per diferenciar el contrapunt que utilitza el moviment contrari per distingir-lo de l'“Organum” paral·lel o diafonia, en el qual el cant pla i el contrapunt es mouen en paral·lel.
Més tard el terme va passar a significar el tiple o cantant soprano en qualsevol grup de veus, o la línia més aguda en una cançó i, amb el temps, pel Renaixement, es va referir generalment al contrapunt.
El discantus pot referir-se també al més agut d'un grup d'instruments, particularment la viola o la flauta dolça discantus. D'igual manera, pot aplicar-se a la clau soprano.
El discantus també pot referir-se a una melodia aguda, florida, cantada per unes poques sopranos per ornamentar un himne.